# Saint-Laurent-de-Muret
Saint-Laurent-de-Muret is een gemeente in het Franse departement Lozère (regio Occitanie) en telt 164 inwoners (1999). De plaats maakt deel uit van het arrondissement Mende.

## Geografie
De oppervlakte van Saint-Laurent-de-Muret bedraagt 45,5 km², de bevolkingsdichtheid is 3,6 inwoners per km².
De onderstaande kaart toont de ligging van Saint-Laurent-de-Muret met de belangrijkste infrastructuur en aangrenzende gemeenten.

## Demografie
Onderstaande figuur toont het verloop van het inwonertal (bron: INSEE-tellingen).